# Ян Чекановський
Ян Чекановський (пол. Jan Czekanowski; 6 жовтня 1882 — 20 липня 1965, Щецин, Польська Народна Республіка) — польський антрополог, мовознавець й етнограф. Член Польської Академії Наук. Ректор Львівського університету імені Яна-Казимира в 1934—1936 роках.

## Життєпис
Син Вікентія й Амелії (до шлюбу Гутке) навчався у гімназії Войцеха Гурського у Варшаві. Закінчив університет у Цюриху, Швейцарія. У 1906 році здобув ступінь доктора наук. Працював у Берлінському музеї з 1906 до 1910 року. Учасник експедиції до Африки герцога Мекленбургского. Освоїв знання з африканістики. Вивчав народи Конго.
У 1909 році розробив метод «діагоналізації» матриці різниці та графічного зображення кластерів вздовж головної діагоналі матриці різниці. Сутність цього методу полягає у тому, що всю амплітуду отриманих величин подібності розбивають на ряд класів, а потім у матриці величин подібності замінюють ці величини штрихуванням, різною для кожного класу, причому зазвичай для вищих класів подібності застосовують темніше штрихування. Потім, змінюючи порядок описів у таблиці, домагаються, щоб подібні описи виявилися поруч.
З 1911 до 1913 року працював у Музеї антропології у Петербурзі. З 1913 року професор антропології у Львівському університеті. У 1934 році призначений на посаду ректора Львівського університету.
Під час німецької окупації Львова врятував польсько-литовську гілку караїмів. Професор Чекановський переконав німецьких «расологів», що караїми тюркського походження, хоча і сповідують юдаїзм. Це допомогло караїмському народу уникнути знищення під час Голокосту.
У 1945 році розпочав працювати у Католицькому університеті міста Люблін. З 1946 року і до своєї смерті працював на кафедрі антропології у Познані. З 1959 року до 1965 року постійний член Польського антропологічного клубу.

## Праці
Основні праці присвячені антропогенному складу Європи та Центральної Африки. Антропології Польщі, східної Прибалтики, расовій проблемі етногенезу слов'ян та інших народів Центральної Європи.

## Вшанування пам'яті
У місті Щецин встановлено пам'ятник.